# Giuseppe Bognanni
Giuseppe Bognanni (Riesi, 18 luglio 1947) è un lottatore italiano nella categoria 52 kg.
Ha partecipato alle Olimpiadi di Monaco nel 1972, conquistando un bronzo.

## Carriera
Giuseppe Bognanni nella sua carriera ha ottenuto nelle maggiori competizioni di lotta greco-romana i seguenti risultati:
- 3º ai Campionati europei del 1969, cat. 57 kg;
- 4º ai Campionati europei del 1972, cat. 52 kg;
- 6º ai Campionati europei del 1974, cat. 52 kg.

Medaglia d'argento al Valore Atletico nel 1973 e Medaglia d'Onore al Merito Sportivo.
Ha inoltre partecipato alle olimpiadi di Montréal 1976, non riuscendo però a superare le eliminatorie